# Arístides Rojas
Arístides Fabián Rojas Aranda (ur. 1 sierpnia 1970 w Asunción) – piłkarz paragwajski grający na pozycji napastnika.

## Kariera klubowa
Karierę piłkarską Rojas rozpoczął w szkółce francuskiego RC Lens. Nie zdołał przebić się do pierwszego składu i w 1994 roku wrócił do ojczyzny. Został zawodnikiem Atletico Colegiales Asuncion i w jego barwach zadebiutował w paragwajskiej Primera Division. Po roku gry odszedł do lokalnego rywala Club Guaraní, gdzie spędził dwa sezony.
W 1997 roku Rojas ponownie wyjechał z kraju. Trafił do Argentyny i najpierw przez rok występował w Independiente Avellaneda a następnie przez kolejne dwa w Unión Santa Fe. Z kolei w 2000 roku grał w Peru, w Alianza Lima.
W 2001 roku Aristides wrócił do Paragwaju. Przez dwa lata był zawodnikiem Club Sol de América, a w 2003 roku wyjechał do boliwijskiego Guabirá Montero. Następnie znów grał na boiskach argentyńskich w drużynie Guaraní Antonio Franco. W 2004 roku stał się piłkarzem General Caballero, a do końca kariery występował w innych klubach z Asunción, Sportivo Trinidense i Rubio Ñú, w barwach którego zakończył w 2007 roku piłkarską karierę.

## Kariera reprezentacyjna
W reprezentacji Paragwaju Rojas zadebiutował w 1996 roku. W 1998 został powołany przez selekcjonera Paula Césara Carpegianiego do kadry na Mistrzostwa Świata we Francji. Tam był wystąpił w trzech spotkaniach: zremisowanym 0:0 z Hiszpanią, wygranym 3:1 z Nigerią oraz przegranym 0:1 w 1/8 finału z Francją. Po tym turnieju zakończył reprezentacyjną karierę, a łącznie w kadrze narodowej zagrał 27 razy i zdobył 4 gole.